# Parade auf dem Opernplatz in Berlin
Parade auf dem Opernplatz in Berlin es una pintura de Franz Krüger representando una escena ocurrida en 1817 en Berlín, conservada en la Alte Nationalgalerie.

## Historia
La pintura fue encargada en 1824 por el entonces gran duque Nicolás de Rusia (futuro Nicolás I de Rusia) a Franz Krüger, importante pintor de corte en la corte prusiana.
Nicolás pidió al artista representar un desfile ocurrido en 1822 en Unter den Linden, vía principal de Berlín. En este desfile Nicolás, yerno de Federico Guillermo III de Prusia, se encontraba al mando del regimiento del que había sido nombrado jefe por su suegro en abril de 1817, el Sexto Regimiento de Coraceros del ejército prusiano.
Tras su finalización la pintura fue conservada en San Petersburgo. En víspera de la I Guerra Mundial, la obra fue regalada por Nicolás II de Rusia a Guillermo II de Alemania. Tras el colapso del reino de Prusia y del Imperio alemán en noviembre de 1918, la propiedad del cuadro fue objeto de litigio entre la familia real de Prusia y Berlín. En 1926 la justicia reconoció la propiedad a la familia real de Prusia.
Desde 1928, tras su compra a la familia real de Prusia, pasó a formar parte de las colecciones de la Alte Nationalgalerie.

## Descripción
El lienzo cuenta con unas dimensiones de 3,74 metros de ancho y 2,49 metros de ancho.

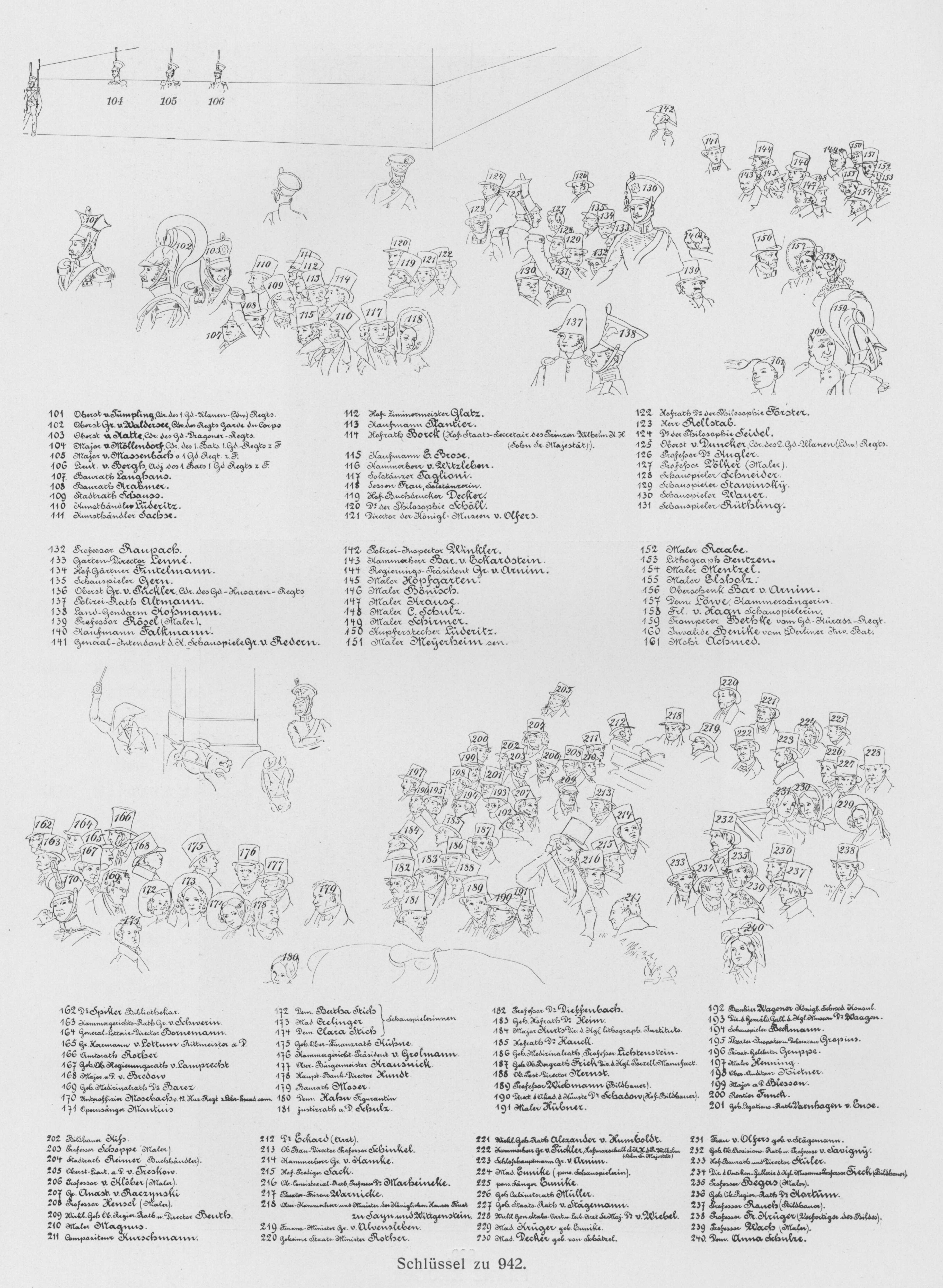
Publicación con la identificación de los personajes retratados a la derecha del cuadro.

La escena muestra una rica composición en la que se representa el desfile propiamente dicho en la mitad izquierda, incluyendo a Nicolás a caballo dirigiéndose a su suegro que observa la escena, más a la izquierda. En el lado derecho se muestra un abigarrado conjunto de personajes de la sociedad berlinesa de la época que incluye unos 140 retratos individuales. Entre los personajes retratados que contemplan la escena se encuentran: Henriette Sontag, Niccolò Paganini. Este grupo ha sido definido por el historiador del arte alemán, Raczynski como una multitud en que:
se agolpan los personajes más famosos de Berlín, independientemente de su clase social: profesores, artistas, funcionarios, actrices, actores, estadistas, militares, visitantes cotidianos de cafés y paseos públicos, los más famosos mirones.
En octubre de 2024 se exponía en una sala de la Altes Nationalgalerie, junto con un cuadro de similares características destinado a ser su pareja también obra de Franz Krüger: Parade in Potsdam im Jahre 1817 (en español, Desfile en Potsdam, 1817). Esta obra posterior en su realización (1847) tiene como tema la entrega del Sexto Regimiento de Coraceros a Nicolás, y por tanto una escena anterior a la de esta obra. 